# 彭韻僖
彭韻僖，BBS，MH，JP，原名彭雪輝，香港女律師及商人，現為彭耀樟律師事務所合夥人兼香港律師會第36任會長。2020年10月獲頒銅紫荊星章。

## 背景
彭韻僖出生自律師世家，其父彭耀樟曾在銅鑼灣裁判司署任職裁判官，亦曾於律政署工作，後來成為私人執業的律師。她從小受父親影響而對法律抱感興趣，覺得這代表正義且能解決很多紛爭，是一種很有意義的工作，故此長大後選擇投身法律界。她曾就讀聖保羅男女中學，1987至1989年分別修畢雪梨大學法學及經濟學學士課程，1989年在澳大利亞新南威爾斯取得執業律師專業資格，1991年則獲准於英國及香港執業，並在中環皇后大道中開設彭雪輝律師事務所。
彭韻僖擅長處理民事、商業訴訟和物業管理等法律業務，1993年曾透過北京法律出版社合著出版《中國房地產投資開發經營實用全書》，除了具有中國委託公證人（2003年起）、國際公證人（2007年起）、婚姻監禮人等資格，也擁有雪梨大學法學碩士學位（1992年）、西南政法學院中國涉外經貿法律實務文憑（1994年）、香港大學中國法律研究生深造文憑（1994年）及北京大學法學碩士學位（2005年）等相關學歷；現時更擔任澳洲新南威爾士州、英國與香港三地最高法院的律師。
2020年10月1日，彭韻僖獲香港特別行政區政府頒授銅紫荊星章，以表揚長期服務社會和相關貢獻。

### 出任多項公職
2004年開始，彭韻僖陸續擔任多項公職，當中包括香港東區區議會委任區議員（2004年－2011年）、法律援助服務局成員（2014年8月起）、公民教育委員會主席（2015年4月起）、廉政公署防止貪污諮詢委員會成員（2016年12月）、監警會委員（2017年1月起）、房委會委員（2017年3月起）、香港報業評議會主席（2017年9月起）等。2006年7月，她因經常參與大廈管理資源中心工作，而獲香港特區政府頒授榮譽勳章，2010年又獲委任為太平紳士。2018年6月12日，原為香港律師會副會長的她當選會長，接替蘇紹聰成為該會創會110年以來首位女會長。2021年1月1日，政府委任彭韻僖及葉傲冬為基本法推廣督導委員會（基廣會）新成員。

### 部分言論及政見
彭韻僖政治背景傾向親中派（建制派），曾出席2014年「反佔中撐政改」活動，以及在公開場合和2019年香港修例風波中，就政治事件表達個人立場。她在香港電台節目《香港家書》中表示對歷經半年的反修例運動示威者的破壞場面感擔憂，認為法治精神已飽受挑戰，她指無論目標有多高尚、遠大，也不能無視法紀，政見不同不等於可以合理地犯法，又認為大眾對法治有誤解，而律師促進法治並發聲要求各界正確理解法治，是應有之舉。
於同年五月中的律師會理事會選舉前，彭韻僖以個人身份推介5人名單，並稱如會員無法親身投票，歡迎授權她投票。然而會員除親身或授權投票外，其實仍可郵寄投票，彭之舉動因而引起爭議。彭韻僖回應傳媒指，發送的電郵地址是來自自己的資料庫，以作為朋友的身份，向其他人推介自己的心水。

2024年9月23日接受香港01專欄訪問，表達香港是一個多元文化的社會，同時也是一個重視平等機會的地方，不同性別、年齡、宗教、國籍、種族等人士，促進了香港的多元文化融合與共生。 （页面存档备份，存于）

## 音樂作品
- 2020年：《疫境同行》（與星夢娛樂歌手及各界人士合唱）

## 外部連結
- 彭韻僖的Facebook專頁
- 彭韻僖 | Hong Kong Lawyer （页面存档备份，存于）